# Josef Karl Bernard
Josef Karl Bernard (26. ledna 1780 Hořetice – 31. března 1850 Vídeň) byl český a rakouský novinář, spisovatel a libretista. Ve Vídni se stýkal s Beethovenem.

## Život
Narodil se v Hořeticích rodičům Antonínovi a Marii Bernardovým jako páté ze šesti dětí. Otec byl sedlák, matka pocházela z chudších poměrů. Bernard studoval na žateckém gymnáziu, vysokoškolská studia absolvoval v Praze a Heidelbergu. Krátce po roce 1800 přišel do Vídně. Nejprve byl zaměstnaný ve Dvorské válečné radě. Později začal působit v novinách a časopisech převážně divadelního zaměření jako byly Thalie (1810–1813), Friedensblätter (1814) a Dramatischer Beobachter. Spolupracoval rovněž s časopisem Wiener Zeitschrift für Kunst, Literatur und Mode. Od roku 1817 vedl zahraniční redakci úředních novin Wiener Zeitung a v letech 1819–1847 byl jejich šéfredaktorem. Roku 1849 začal vydávat konzervativní list Austria. Občas používal pseudonym Flazius.
V listopadu 1823 se oženil s Magdalenou Grasslovou, které bylo v té době 26 let. Manželství ale netrvalo dlouho, Magdalena zemřela už 11. března 1829.

### Přátelství s Beethovenem
Někdy před rokem 1814 se Bernard seznámil s Beethovenem. Jejich vztah byl blízký. Bernardova manželka Magdalena vzpomínala, že je skladatel chodil navštěvovat: "Když k nám přišel, strčil obvykle nejprve svou hlavu do dveří a přesvědčil se, zda neuvidí někoho, kdo mu není vhod." Bernard také Beethovenovi doporučil soukromou chlapeckou školu, vedenou Cajetanem Giannatasiem del Rio, kam skladatel v únoru 1816 umístil svého synovce Karla.
Z roku 1819 se dochovalo dvanáct Beethovenových dopisů, ve kterých skladatel koordinoval s Bernardem postup ve sporu o poručenství nad synovcem Karlem. Bernard také vypracoval žádost vídeňskému magistrátu o vydání cestovního pasu pro Karla na cestu do Landshutu. Beethovenovi šlo o to, aby synovce vymanil z vlivu jeho matky Johanny.
Komplikovaná byla spolupráce Bernarda a Beethovena na oratoriu Der Sieg des Kreuzes (Vítězství kříže). První verzi libreta předal Bernard skladateli v červnu 1819. Skladbu si objednala Společnosti přátel hudby ve Vídni a vyplatila Beethovenovi zálohu 400 zlatých. Bernardovo libreto však byla jen pracovní verze – definitivní Beethoven obdržel až v říjnu 1823. V lednu 1824 však Beethoven Bernardovi napsal, že si podle jeho názoru text vyžaduje určité korektury a doporučil, aby libreto poskytl méně náročnému skladateli. K zhudebnění díla tak nikdy nedošlo, navíc v té době byl Beethoven zaujatý prací na Misse solemnis a Deváté symfonii. Nicméně ještě v červnu 1825 ujišťoval Bernarda, že na oratorium dojde.
Na jedné skladbě jsou však oba autoři společně podepsáni. Jedná se o krátkou, tříminutovou skladbu pro sbor a orchestr s názvem Chor auf die verbündeten Fürsten (Sbor na oslavu spojeneckých knížat), WoO 95. Dílko vzniklo v roce 1814 při příležitosti konání Vídeňského kongresu.
V Beethovenových konverzačních sešitech, které používal, když ho sluch už zcela upustil, se dochovala témata rozhovorů, které s Bernardem vedl. Např. v únoru 1820 diskutovali o Meyerbeerově opeře Emma di Resburgo, později téhož roku mluvili o Byronovi.

### Spolupráce s dalšími skladateli
Bernard napsal libreto k opeře Faust od Louise Spohra. Původně se jednalo o dvouaktový singspiel, který měl premiéru v Praze ve Stavovském divadle v září 1816. V roce 1851 ji Spohr přepracoval na operu o třech jednáních.
Pro dějiny české hudby je zajímavé další Bernardovo libreto. V roce 1822 měla v Divadle u Korutanské brány premiéru romantická opera Libussa, kterou složil Conradin Kreutzer. Stalo se tak čtvrt století před vznikem stejnojmenného dramatu Franze Grillparzera a padesát let, než svou Libuši dokončil Bedřich Smetana. Bernard je také autorem textu písně Vergebliche Liebe (Marná láska), D. 177, jejímž autorem je Franz Schubert.